# Julian Love
Julian Love (Westchester, 19 marzo 1998) è un giocatore di football americano statunitense che milita nel ruolo di safety per i Seattle Seahawks della National Football League (NFL).

## Carriera

### New York Giants
Love fu scelto nel corso del quarto giro (108º assoluto) del Draft NFL 2019 dai New York Giants. Debuttò come professionista subentrando nella gara del primo turno contro i Dallas Cowboys senza fare registrare alcuna statistica. Nella settimana 12 mise a segno il primo intercetto in carriera su Mitchell Trubisky dei Chicago Bears ritornandolo per 30 yard. La sua stagione da rookie si chiuse con 37 tackle, un intercetto e un fumble forzato in 15 presenze, 5 delle quali come titolare.
Nella settimana 2 della stagione 2020 contro i Bears, Love fece registrare il suo secondo intercetto su Trubisky nella sconfitta per 17–13. La sua annata si chiuse con 63 tackle, 3 passaggi deviati e un fumble forzato in 16 presenze, di cui 6 come titolare.
Nel 2022 Love divenne stabilmente titolare della difesa dei Giants rispondendo con quella che fino a quel momento fu la miglior stagione in carriera, chiusa con i nuovi primati personali in placcaggi (124), sack (1), passaggi deviati (5) e intercetti (2).

### Seattle Seahawks
Il 17 marzo 2023 Love firmó con i Seattle Seahawks un contratto biennale del valore di 12 milioni di dollari. Nell'ottavo turno contro i Cleveland Browns, nel quarto periodo fece registrare un intercetto su un passaggio deviato con il casco dal compagno Jamal Adams. Dopo di esso i Seahawks segnarono il touchdown della vittoria a meno di un minuto dal termine. Nel Monday Night Football del quindicesimo turno contro i Philadelphia Eagles mise a segno due intercetti nel quarto periodo su Jalen Hurts, incluso quello nel drive finale che sigillò la vittoria di Seattle. Per questa prestazione fu premiato come miglior difensore della NFC della settimana. A fine stagione fu convocato per il suo primo Pro Bowl e votato al numero 95 nella NFL Top 100 dai suoi colleghi.
Il 25 luglio 2024 Love firmó un rinnovo contrattuale triennale con i Seahawks. Nella prima gara della stagione guidò la squadra con 11 placcaggi, oltre a un fumble forzato, un intercetto sul rookie Bo Nix e un passaggio deviato, nella vittoria sui Denver Broncos per 26-20. La settimana successiva bloccò un field goal dei New England Patriots nella vittoria ai tempi supplementari. Nel settimo turno fece registrare 8 placcaggi, un passaggio deviato e un intercetto su Kirk Cousins ritornato per 26 yard nella vittoria sugli Atlanta Falcons. Nell'ultimo turno mise a segno il terzo intercetto stagionale su Jimmy Garoppolo dei Los Angeles Rams nella vittoria per 30-25. Chiuse la stagione diventando il primo defensive back a guidare Seattle in tackle (con 109) da Marcus Trufant nel 2004.

## Palmarès
- Convocazioni al Pro Bowl: 1

2023
- Difensore della NFC della settimana: 1

15ª del 2023